# Catriona (zoologia)
Catriona Winckworth, 1941 è un genere di molluschi nudibranchi della famiglia Trinchesiidae.

## Tassonomia
Il genere comprende le seguenti specie:
- Catriona aurantia (Alder & Hancock, 1842)
- Catriona casha Gosliner & Griffiths, 1981
- Catriona columbiana (O'Donoghue, 1922)
- Catriona gymnota (Couthouy, 1838)
- Catriona lonca Er. Marcus, 1965
- Catriona maua Ev. Marcus & Er. Marcus, 1960
- Catriona nigricolora (Baba, 1955)
- Catriona oba Ev. Marcus, 1970
- Catriona pinnifera (Baba, 1949)
- Catriona rickettsi Behrens, 1984
- Catriona signifera Baba, 1961
- Catriona susa Ev. Marcus & Er. Marcus, 1960
- Catriona tema Edmunds, 1968
- Catriona urquisa Er. Marcus, 1965
- Catriona venusta (Baba, 1949)